# Talisker
Talisker est une distillerie de whisky située à Carbost, sur l'Ile de Skye en Écosse. C'est l'une des deux distilleries présentes sur cette île, avec celle de Torabhaig.

## Histoire
La distillerie a été fondée en 1830 par les frères MacAskill. Après des débuts difficiles en raison de faillites successives, elle est rachetée en 1925 par un groupement d’assembleurs Distillers Company Ltd. Ce nouveau propriétaire va rompre avec la tradition locale de la triple distillation en 1928 pour la remplacer par la plus habituelle double distillation.
En novembre 1960, un incendie détruisit la salle des alambics ; la distillerie fut reconstruite en conservant quelques éléments de la distillation traditionnelle : des washbacks en bois ainsi qu’un système de condenseurs situées à l’extérieur des bâtiments (une des rares choses ayant survécu à l’incendie).
Ces condenseurs en forme de serpentins, immergés dans des cuves en bois, permettent un refroidissement plus lent et plus régulier des vapeurs d'alcool et jouent un rôle important dans le caractère huileux du Talisker.
Aujourd’hui, la distillerie Talisker appartient à la compagnie Diageo et fait partie de la gamme Classic Malts.
Elle possède deux wash stills et trois spirits stills.
Le Talisker fut un des whiskies préférés de l'écrivain Robert Louis Stevenson. C'était pour lui « la reine des boissons ».

## Production
Elle produit un single malt vendu en nom propre :
- Talisker 10 ans
- Talisker 18 ans
- Talisker 20 ans limité à 9 000 bouteilles
- Talisker 25 ans limité à 25 000 bouteilles
- Talisker 30 ans
- Talisker 175e anniversaire
- Talisker Distillers edition (vieillissement en fûts d'Amoroso)

En 2007, une édition spéciale Talisker 12 ans est mise sur le marché, réservée aux « Amis des Classic Malts » dans un premier temps. Ce single malt est aussi utilisé pour les blends Johnnie Walker Green Label, White Horse et la liqueur Drambuie.

## Caractéristiques et dégustation
Talisker est réputé pour son contenu moyen en tourbe, et son caractère « salé » (ou « épicé »). La marque est généralement bien acceptée et se vend bien, son taux de phénol de 18 à 22 particules par million (ppm) se situe dans la moyenne des whiskies. Le malt utilisé est tourbé.
- Terroir : île de Skye
- Distillerie : Talisker
- Maitre distillateur : Marc Lochhead

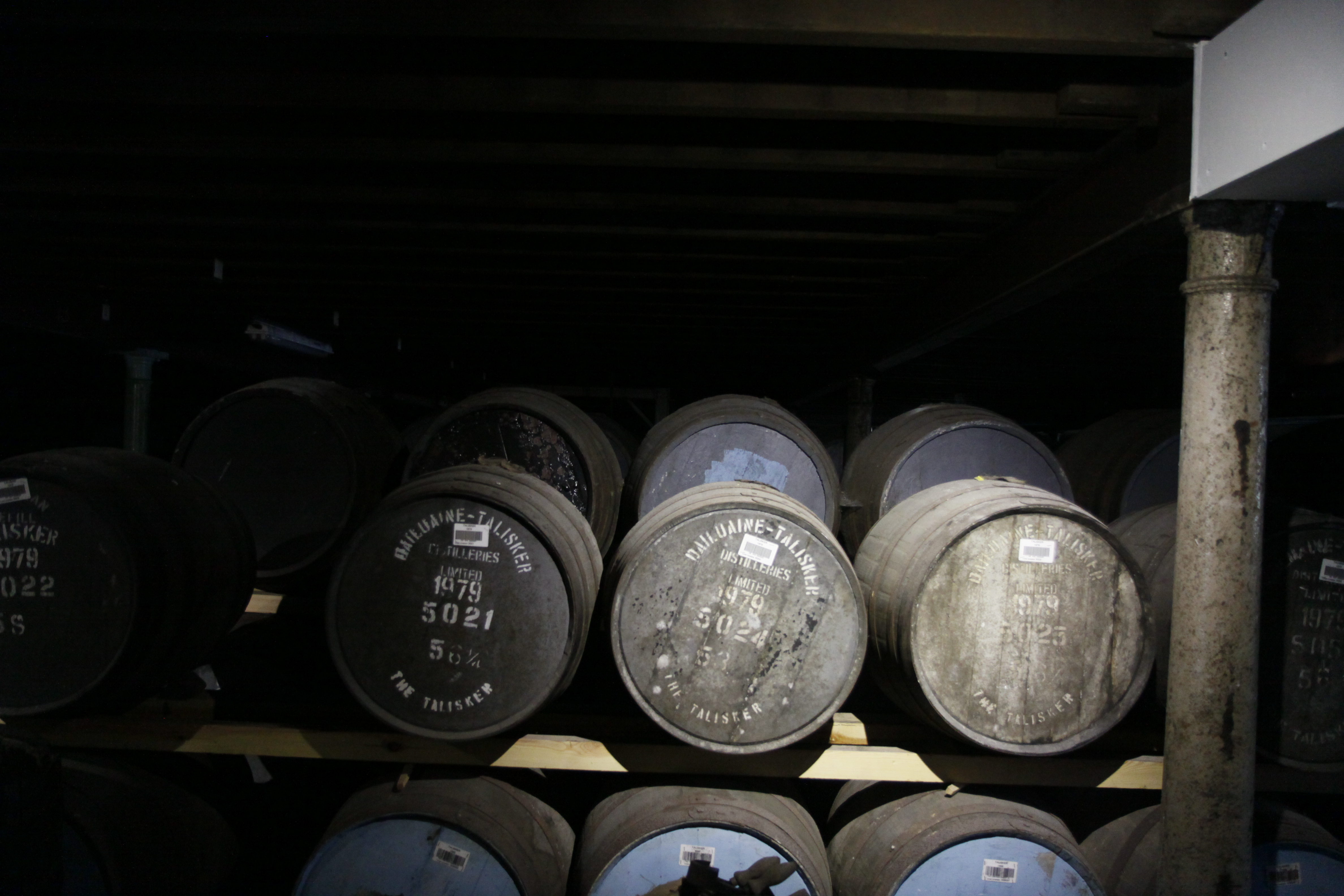
Un coup d'œil dans la cave remplie de barriques de 35 ans

- Âge : 10 ans
- Particularité : l'unique distillerie de l'île de Skye(jusqu'à 2017)
- Notes : tourbe, iode, épices
- Corps : puissant et corsé
- Nez : marin
- Bouche : sel, tourbe, algues, iode
- Finale : longue et complexe